# W54T
W54T（だぶりゅーごーよんてぃー）は、東芝、および東芝モバイルコミュニケーション社（現・FCNT）が日本国内向けに開発した、auブランドを展開するKDDIおよび沖縄セルラー電話のCDMA 1X WIN対応携帯電話である。

## 特徴
本端末はW52Tの後継にあたり、厚さが3mm前後薄くなった。機能面ではPCサイトビューアーも横表示に対応するなど全体的に911Tに近くなった。今まで不評だったレスポンス速度の改善や、端子類や着信ランプの位置が大きく変わり、バッテリー容量がW53Tと同一品であり、800mAhに減少した。また、ボディにはau向け端末では初めてステンレスを採用（ただし本体底面部は除く）し、テンキー部分には1X WIN対応の東芝機としてはこの端末よりシートキーが用いられる。東芝製CDMA 1X WIN端末としては、最後のMOBILE TURBO T5GP及びHello messenger対応端末でもある。
W52Tとの主な変更点
- ワンセグの予約録画に対応
- ワンセグ録画中の着信・メール受信に対応
- 従来のTV出力機能に加え、ワンセグのTV出力に対応
- メインディスプレイに強化ガラス（同社製のau向けスライド式端末としては初採用）・光の乱反射を抑え、外でも見やすくなる「クリアスクリーン」を採用
- 広角28mmレンズ（35mmフィルム換算）を搭載し、ワイドアングル撮影が可能
- au災害時ナビに対応。本体にあらかじめ用意されている地図データを使って、周辺の広域避難所の場所や自宅の方向を知ることができる。
- オープンアプリプレイヤー搭載
- 3Dメールに対応
- EZケータイアレンジに対応（EZケータイアレンジ用のサンプルとして「トウシバ犬」などがプリセット）
- Touch Messageやラッピングメールなどの新サービスに対応
- N800MHz帯（新800MHz帯・CDMA Bandclass 0 Subclass 2）エリアに対応
- トヨタ車純正のテレマティクスサービス「G-BOOK mX / mX pro」対応ナビを装備したトヨタ車との完全連携に対応（例：Bluetooth接続による音楽再生時の音楽ファイルの演奏時間等の情報表示、スキップ再生等のコントロール機能、携帯電話側のバッテリーの残量表示の情報取得等）

などがある。

## 評判
W52T時に不評だったレスポンス速度の遅さなどが今機においてある程度は改善されている。また、価格の方もW52Tと比べて改善されている。
しかし、東芝スライド端末共通のスライドによる、傷などが改善されていない。

## 対応サービス
- au Smart Sports（アプリのダウンロードが必要）
- au LISTEN MOBILE SERVICE
- PCサイトビューアー（横画面表示対応）
- 着うたフル
- 着うた
- au Media Tuner（ワンセグ・地上デジタル音声放送実用化試験・EZチャンネルプラス）
- EZ・FM
- EZ FeliCa（Touch Messeage対応）
- EZナビウォーク
- EZ助手席ナビ
- EZチャンネル
- EZアプリ (BREW)
- LISMOビデオクリップ
- 安心ナビ
- EZチャンネルプラス
- EZニュースフラッシュ
- デコレーションメール
- 緊急通報位置通知
- 災害時ナビ
- ラッピングメール
- ケータイ探せて安心サービス
- 安心ロックサービス
- アドレス帳預けて安心サービス
- 赤外線通信 (IrSimple)
- オープンアプリプレイヤー
- Bluetooth

## 沿革
- 2007年（平成19年）5月22日 - KDDI、および東芝より公式発表。
- 2007年7月28日 - 8月8日 発売開始。各地方ごとの発売日は以下の通り。
  - 関東・北陸地区 7月28日
  - 北海道・沖縄地区 8月2日
  - 関西・四国・九州地区 8月3日
  - 中部・中国地区8月4日
  - 東北地区 8月8日
- 2007年12月 - 販売終了。
- 2012年（平成24年）7月22日 - L800MHz（旧800MHz帯・CDMA Banclass 3）帯エリアによる音声・通信サービスの停波によりそれ以降はN800MHz帯エリアおよび2GHz（CDMA Bandclass 6）帯エリアの各音声・通信サービスで利用する事となる。
- 2022年3月31日 - 同キャリアにおける3Gサービスの完全終了・停波により、当機種は全て使用不可となる[2][3]。